# Mavdrîkî, Jovkva
Mavdrîkî (în ucraineană Мавдрики) este un sat în comuna Lavrîkiv din raionul Jovkva, regiunea Liov, Ucraina.

## Demografie
Componența lingvistică a localității Mavdrîkî
     Ucraineană (100%)
Conform recensământului din 2001, toată populația localității Mavdrîkî era vorbitoare de ucraineană (100%).